# Заблудшие души (фильм, 1921)
«Блуждающие души» (нем. Irrende Seelen) — немецкий фильм 1921 года режиссёра Карла Фролиха, по мотивам романа «Идиот» Ф. М. Достоевского. 
Фильм считается утерянным.

## Сюжет
Драма о князе Мышкине, прозванного Идиотом, и его неуправляемом уме. В этой экранизации большее внимание уделяется Настасье, любовнице, которую он предаёт для новой и более молодой женщины.

## В ролях
- Аста Нильсен — Настасья Барашкова
- Вальтер Янсен — князь Мышкин
- Альфред Абель — Парфён Рогожин
- Лида Салмонова — Аглая Епанчина
- Лидия Савицкая — Аделайда Епанчина
- Леонард Хаскель — генерал Епанчин
- Эльза Вагнер — генеральша Епанчина
- Эрнст Ротмунд — Ганя
- Василий Вронский — Тоцкий
- Лили Донекер — Мария
- Фрида Рихард — мать Марии
- Лидия Потехина — пожилая помещица
- Евгения Эдуардова — танцовщица
- и другие

## Критика
…фильм намного лучше, чем название. Он образцовый во многих сценах. И именно для чего-то действительно нового, а именно для представления душевных процессов в лице человека. Я не знаю ни одного немецкого, не говоря уже об иностранном фильме, в котором было бы столько психологии лица, сколько в этом. То, что Альфред Абель, Аста Нильсен, Эдгар Личо дают здесь, на кульминациях драмы, крупным планом их одушевленные лица, это высшее мимическое искусство. (…) Но этот фильм также является образцовым в качестве режиссёрской работы. Курт Фролих здесь с помощью инстинктивной математики разбил фильм на массовую драму и индивидуальную драму; выявляя контраст подвижности внешнего и внутреннего изображения.
Оригинальный текст (нем.)… der Film ist viel besser als der Titel. Er ist in vielen Szenen vorbildlich. Und zwar für etwas wirklich Neues, nämlich für die Darstellung seelischer Vorgänge im Angesicht des Menschen. Ich kenne keinen deutschen, geschweige denn einen ausländischen Film, der soviel Psychologie des Antlitzes enthält wie dieser. Was Alfred Abel, Asta Nielsen, Edgar Licho hier auf Höhepunkten des Dramas in Nahaufnahmen ihrer beseelten Gesichter geben, das ist höchste mimische Kunst. (…) Dieser Film ist aber auch vorbildlich als Regiearbeit. Curt [sic!] Froelich hat hier mit instinktiver Mathematik den Film in Massendrama und Individualdrama zerlegt; erquickend der Gegensatz von Bewegtheit des äußeren und des inneren Bildes.
— Irrende Seelen // Das Tagebuch, Heft 11, S. 344